# Mauers
Mauers ist der nach Einwohnerzahl zweitkleinste Ortsteil der Marktgemeinde Haunetal im osthessischen Landkreis Hersfeld-Rotenburg.

## Geschichte

### Ortsgeschichte
Die älteste bekannte schriftliche Erwähnung von Mauers erfolgte im Jahre 1396. Im Jahr 1486 gehörte der Ort zum Zentgericht Neukirchen. Weitere Erwähnungen für Mauers erfolgten unter den Ortsnamen Muffers, Muhforts, Mauserts, Mavers und Mauers.
Zum 1. Februar 1971 fusionierten im Zuge Gebietsreform in Hessen die Gemeinden Hermannspiegel, Mauers, Neukirchen, Oberstoppel und Rhina freiwillig zur neuen Gemeinde Haunetal im Landkreis Hünfeld. Sitz der Gemeindeverwaltung wurde Neukirchen. Für Mauers wurde, wie für die übrigen bei der Gebietsreform nach Haunetal eingegliederten Gemeinden, ein Ortsbezirk mit Ortsbeirat und Ortsvorsteher nach der Hessischen Gemeindeordnung gebildet.

### Verwaltungsgeschichte im Überblick
Die folgende Liste zeigt die Staaten und Verwaltungseinheiten, denen Mauers angehört(e):
- vor 1803: Heiliges Römisches Reich, Hochstift Fulda, Oberamt Eiterfeld, Gericht Neukirchen
- 1803–1806: Heiliges Römisches Reich, Fürstentum Nassau-Oranien-Fulda, Fürstentum Fulda, Amt Eiterfeld
- 1806–1810: Kaiserreich Frankreich, Fürstentum Fulda (Militärverwaltung)
- 1810–1813: Großherzogtum Frankfurt, Departement Fulda, Distrikt Eiterfeld
- ab 1815: Kurfürstentum Hessen, Großherzogtum Fulda, Amt Eiterfeld[8]
- ab 1821/1822: Kurfürstentum Hessen, Provinz Fulda, Kreis Hünfeld[9][Anm. 2]
- ab 1848: Kurfürstentum Hessen, Bezirk Fulda
- ab 1851: Kurfürstentum Hessen, Provinz Fulda, Kreis Hünfeld
- ab 1867: Königreich Preußen, Provinz Hessen-Nassau, Regierungsbezirk Kassel, Kreis Hünfeld
- ab 1871: Deutsches Reich, Königreich Preußen, Provinz Hessen-Nassau, Regierungsbezirk Kassel, Kreis Hünfeld
- ab 1918: Deutsches Reich, Freistaat Preußen, Provinz Hessen-Nassau, Regierungsbezirk Kassel, Kreis Hünfeld
- ab 1944: Deutsches Reich, Freistaat Preußen, Provinz Kurhessen, Landkreis Hünfeld
- ab 1945: Amerikanische Besatzungszone, Groß-Hessen, Regierungsbezirk Kassel, Landkreis Hünfeld
- ab 1946: Amerikanische Besatzungszone, Hessen, Regierungsbezirk Kassel, Landkreis Hünfeld
- ab 1949: Bundesrepublik Deutschland, Hessen, Regierungsbezirk Kassel, Landkreis Hünfeld
- ab 1971: Bundesrepublik Deutschland, Hessen, Regierungsbezirk Kassel, Landkreis Hünfeld, Gemeinde Haunetal[Anm. 3]
- ab 1972: Bundesrepublik Deutschland, Hessen, Regierungsbezirk Kassel, Landkreis Hersfeld-Rotenburg, Gemeinde Haunetal

## Bevölkerung

### Einwohnerstruktur 2011
Nach den Erhebungen des Zensus 2011 lebten am Stichtag, dem 9. Mai 2011, in Mauers 45 Einwohner. Darunter waren keine Ausländer. Nach dem Lebensalter waren 3 Einwohner unter 18 Jahren, 15 zwischen 18 und 49, 12 zwischen 50 und 64 und 12 Einwohner waren älter. Die Einwohner lebten in 15 Haushalten. Davon waren keine Singlehaushalte, 3 Paare ohne Kinder und 9 Paare mit Kindern, sowie keine Alleinerziehende und keine Wohngemeinschaften. In 3 Haushalten lebten ausschließlich Senioren und in 6 Haushaltungen lebten keine Senioren.

### Einwohnerentwicklung
- 1812: 14 Feuerstellen, 100 Seelen[1]

| Mauers: Einwohnerzahlen von 1812 bis 2015 | Mauers: Einwohnerzahlen von 1812 bis 2015 | Mauers: Einwohnerzahlen von 1812 bis 2015 | Mauers: Einwohnerzahlen von 1812 bis 2015 | Mauers: Einwohnerzahlen von 1812 bis 2015 |
| --- | ----------------------------------------- | ----------------------------------------- | ----------------------------------------- | ----------------------------------------- |
| Jahr |                                           |                                           |                                           | Einwohner                                 |
| 1812 | 1812                                      |                                           | 100                                       | 100                                       |
| 1834 | 1834                                      |                                           | 105                                       | 105                                       |
| 1840 | 1840                                      |                                           | 102                                       | 102                                       |
| 1846 | 1846                                      |                                           | 97                                        | 97                                        |
| 1852 | 1852                                      |                                           | 97                                        | 97                                        |
| 1858 | 1858                                      |                                           | 94                                        | 94                                        |
| 1864 | 1864                                      |                                           | 98                                        | 98                                        |
| 1871 | 1871                                      |                                           | 85                                        | 85                                        |
| 1875 | 1875                                      |                                           | 82                                        | 82                                        |
| 1885 | 1885                                      |                                           | 94                                        | 94                                        |
| 1895 | 1895                                      |                                           | 83                                        | 83                                        |
| 1905 | 1905                                      |                                           | 76                                        | 76                                        |
| 1910 | 1910                                      |                                           | 74                                        | 74                                        |
| 1925 | 1925                                      |                                           | 81                                        | 81                                        |
| 1939 | 1939                                      |                                           | 70                                        | 70                                        |
| 1946 | 1946                                      |                                           | 109                                       | 109                                       |
| 1950 | 1950                                      |                                           | 108                                       | 108                                       |
| 1956 | 1956                                      |                                           | 75                                        | 75                                        |
| 1961 | 1961                                      |                                           | 63                                        | 63                                        |
| 1967 | 1967                                      |                                           | 50                                        | 50                                        |
| 1970 | 1970                                      |                                           | 46                                        | 46                                        |
| 1980 | 1980                                      |                                           | ?                                         | ?                                         |
| 1990 | 1990                                      |                                           | ?                                         | ?                                         |
| 2000 | 2000                                      |                                           | ?                                         | ?                                         |
| 2011 | 2011                                      |                                           | 45                                        | 45                                        |
| 2015 | 2015                                      |                                           | 47                                        | 47                                        |
| Datenquelle: Historisches Gemeindeverzeichnis für Hessen: Die Bevölkerung der Gemeinden 1834 bis 1967. Wiesbaden: Hessisches Statistisches Landesamt, 1968. Weitere Quellen: LAGIS; Gemeinde Haunetal; Zensus 2011 |                                           |                                           |                                           |                                           |

### Historische Religionszugehörigkeit
| • 1885: | 94 evangelische (= 100 %) Einwohner                             |
| • 1961: | 60 evangelische (= 95,24 %), 3 katholische (= 4,76 %) Einwohner |

## Politik
Für Mauers besteht ein Ortsbezirk (Gebiete der ehemaligen Gemeinde Mauers) mit Ortsbeirat und Ortsvorsteher nach der Hessischen Gemeindeordnung. Der Ortsbeirat besteht aus drei Mitgliedern. Bei den Kommunalwahlen in Hessen 2021 betrug die Wahlbeteiligung zum Ortsbeirat 25,45 %. Alle Kandidaten gehören der „Bürgerliste Mauers“ an. Der Ortsbeirat wählte Maren Kempf zur Ortsvorsteherin.

## Sehenswürdigkeiten
Für die unter Denkmalschutz stehenden Objekte im Ort, siehe die Liste der Kulturdenkmäler in Mauers.

## Verkehr
Östlich um den Ort verläuft die Bundesstraße 27.